# 松倉海斗
松倉 海斗（まつくら かいと、1997年11月14日 - ）は、日本のアイドル、タレント、俳優、歌手。男性アイドルグループ・Travis Japanのメンバー。愛称は、まつく、クラ、Machu。 
神奈川県出身。STARTO ENTERTAINMENT所属。

## 来歴
2009年の嵐の10周年ライブを観て、二宮和也に憧れてジャニーズ事務所のオーディションを受け、2010年10月30日に入所。
2014年5月5日、Sexy Zoneの弟分ユニットとして結成されたSexy 松（Show）のメンバーに選ばれ、夏に東京・EXシアター六本木で単独公演を行った。
2017年11月19日、Travis Japanに加入。2022年10月28日、Travis Japanのメンバーとしてジャニーズ事務所では初の配信シングル『JUST DANCE!』で全世界メジャーデビュー。
2024年6月、音楽劇『A BETTER TOMORROW -男たちの挽歌-』で初の外部出演を果たし、川島如恵留とダブル主演を務める。
同年11月14日、27歳の誕生日に公式Instagramを開設した。

## 出演
個人での出演のみ。ユニットとしての活動はSexy 松（Show）、Travis Japan#出演を参照。

### バラエティ番組
- ジャニーズJr.ランド（BSスカパー!）[13]
- ガムシャラ!（2014年4月12日[14] - 2016年4月2日、テレビ朝日）
- ラヴィット!（2024年10月7日 - 12月23日、TBSテレビ）- 月曜「ラヴィット!ファミリー」（シーズンレギュラー）[15][16]
- 今夜はナゾトレ（2024年10月8日 -　12月・2025年4月1日 - 、フジテレビ） - 2024年10月期[17]・2025年4月期シーズンレギュラー[18]

### テレビドラマ
- SHARK〜2nd Season〜（2014年4月20日 - 2014年7月13日、日本テレビ） - 今野南 役[19]
- お兄ちゃん、ガチャ（2015年1月11日 - 2015年3月29日、日本テレビ）[20] - お兄ちゃんゲスト ニコ　役
- 世にも奇妙な君物語 第2話 リア充裁判（2021年3月12日、WOWOW） - 岸谷航平 役 [21][22]
- 神様のカルテ 第3話（2021年3月1日、テレビ東京） - 島内賢二 役[23]
- 刑事7人 SEASON7 第8話（2021年9月8日、テレビ朝日） - 伊藤優 役[24]
- 家政夫のミタゾノ 第6シリーズ 第4話（2023年10月31日、テレビ朝日）- 舟木啓介 役[25][26]
- 完ペキな未来へ（2024年8月7日 - 28日、テレビ朝日）[27]
- トーキョーカモフラージュアワー（2025年1月19日 - 3月23日、テレビ朝日 / 1月20日 - 3月24日、朝日放送テレビ） - 主演・宇都宮宏人 役[28]
- パラレル夫婦 死んだ"僕と妻"の真実（2025年4月1日 - 6月17日、関西テレビ・フジテレビ） - 田村大和 役[29]

### 広告
- はごろもフーズ「朝からフルーツ」（2022年5月 - ） - WEB動画[30]

### コンサート
- ガムシャラ J's Party !! Vol.1（2014年2月1日 - 2日、EXシアター六本木）[31]
- ガムシャラ J's Party!! Vol.7（2015年1月25日・26日、EXシアター六本木）[32]
- SUMMER STATION ジャニーズキング（2016年7月30日 - 8月1日・6日・7日・10日・11日・13日・14日、EXシアター六本木）[33]

### イベント
- ジャニーズ大運動会 2017（2017年4月16日、東京ドーム）[34]

### 舞台
- Johnny's Dome Theatre 〜SUMMARY〜（2012年9月8日 - 9日、TOKYO DOME CITY HALL）[35]
- JOHNNYS' World -ジャニーズ・ワールド-
  - JOHNNYS' 2020 WORLD -ジャニーズ トニトニ ワールド-（2013年12月7日 - 2014年1月27日、帝国劇場）[36]
  - 2015新春 JOHNNYS' World（2015年1月1日 - 27日、帝国劇場）[37]
  - ジャニーズ・フューチャー・ワールド（ 2016年9月19日 - 30日、博多座 / 2016年10月8日 - 25日、梅田芸術劇場メインホール）
- ジャニーズ銀座 2015（2015年5月12日 - 14日、シアタークリエ）[38]
- SHOCKシリーズ
  - Endless SHOCK 15th Anniversary（2015年9月8日 - 30日、梅田芸術劇場 / 10月7日 - 10月31日、博多座）[6]
  - Endless SHOCK（2016年2月4日 - 3月31日、帝国劇場）[39]
  - Endless SHOCK（2017年2月1日 - 3月31日、帝国劇場[40] / 9月8日 - 30日、梅田芸術劇場[41] / 10月8日 - 31日、博多座[42]）
  - Endless SHOCK（2018年2月4日 - 3月31日、帝国劇場）[43]
  - Endless SHOCK（2019年2月4日 - 3月31日、帝国劇場[44] / 9月11日 - 10月5日、梅田芸術劇場）[45]
- A BETTER TOMORROW -男たちの挽歌-（2024年6月24日 - 7月8日、日本青年館ホール / 7月12日 - 16日、オリックス劇場） - 主演・キット 役（川島如恵留とW主演）[46][47]